# Hirschler Imre
Hirschler Imre (Győr, 1906. november 1. – Budapest, 1989. február 27.) magyar szülész-nőgyógyász, kórházi főorvos, több szakmai tanulmány és népszerű ismeretterjesztő mű szerzője.

## Pályája
Apja, Hirschler Miksa kiskereskedő volt, aki az első világháborúban orosz fogságba esett, ahonnan 1918-ban betegen tért haza és 1924-ben meghalt. Anyja Rechnitzer Jozefa volt, Rechnitzer Ignác módos gabonakereskedő lánya. Két bátyja volt, akik felnőtt korukban Angliában telepedtek le. Testvéreivel és édesanyjával a családfő halála után hadisegélyből éltek. Középiskolai tanulmányait a budapesti Zrinyi Miklós Reálgimnáziumban végezte, majd egy országos tanulmányi versenyen a görög nyelv díjazottjaként felvételt nyert a Pázmány Péter Tudományegyetemre, ahol 1930-ban orvosi oklevelet szerzett. 1934-ben szülész-nőgyógyász szakvizsgát tett. 1930 és 1937 között a Pesti Izraelita Hitközség Szabolcs Utcai Kórházának belgyógyászati, egy év után a nőgyógyászati osztályán dolgozott segédorvosként, 1934-től alorvosként. Kinevezése lejártával a kórház tudományos munkatársa maradt. Az 1930-as években kapcsolatba került Weil Emillel és a Vörös Segély orvosa lett, s csatlakozott a KMP-hez. 1941-ben feleségül vette Sugár Évát, akitől három gyermeke (Richárd, Róbert és András) született. 1943–1944-ben a légós munkaszolgálatnál volt beosztva.
1945 után előbb a Szent Rókus Kórháznak, majd 1946 júniusától az Uzsoki Utcai Kórház szülészeti és nőgyógyászati osztályának volt osztályvezető főorvosa. 1950-től 1975-ig, nyugdíjba vonulásáig a Központi Állami Kórház szülészeti és nőgyógyászati osztályát vezette. Időközben (1952 és 1955 között) a János Kórház I. számú Szülészetének élére is kinevezték, illetve 1954 februárjától 1955 áprilisáig Koreában dolgozott a magyar orvoscsoportok egyik vezetőjeként.
Több nemzetközi szakmai rendezvényen tartott referátumokat elsősorban a nővédelem és a születésszabályozás témaköreiben. Párizsban az első szexológiai szimpózium előadója volt. Mint orvostörténész is jelentős. Markusovszky Lajosról és Semmelweis Ignácról szóló tanulmányai forrásértékűek.
Hirschler Imre jelentős ismeretterjesztő tevékenységet folytatott: nevéhez fűződik a hatvanas-hetvenes évek legnépszerűbb nemi felvilágosító könyveinek megjelenése. Az első ízben 1958-ban, majd számos további alkalommal kiadott A nők védelmében című mű összesen több mint félmillió példányban került a boltokba.
Több éven át tagja volt a Magyar Vöröskereszt országos vezetőségének, a Magyar Nőorvosok Társasága Vezetőségének, az Orvosi Hetilap szerkesztőbizottságának, az Egészségügyi Dolgozók Szakszervezete vezetőségének és Magyar Partizán Szövetségnek. Munkásságát számos szakmai és állami kitüntetéssel honorálták.

## Főbb művei
- A nők védelmében (Magyar Vöröskereszt, 1958; SZÖVOSZ, 1959: Medicina Kiadó, 1965, 1969)
- Amíg az ember megszületik (szerző: Dr. Neubauer György, lektor: Dr. Hirschler Imre, Medicina, Budapest, 1960)
- Szülőszoba, tessék belépni! (Medicina Kiadó, Budapest, 1962–1984) ISBN 963-241-159-5
- Nemcsak nőkről – nemcsak nőknek (Kossuth, Budapest, 1984) ISBN 963-09-2387-4

## Díjai, elismerései
- Kiváló munkás (1950)
- Kiváló orvos (1953)
- Munka Érdemrend (1955)[2]
- Partizán Emlékérem (1955)
- Koreai Érdemrend II. fokozata (1957)
- Állami Zászló Érdemrend II. fokozata (1958)[3]
- Munka Érdemrend arany fokozata (1966, 1975)[4][5]
- Szocialista Hazáért érdemrend (1967)
- Szocialista Magyarországért érdemrend (1981)[6]